# Batalha de Farsalos
A Batalha de Farsalos foi uma batalha decisiva da Segunda Guerra Civil da República Romana. Em 9 de agosto de 48 a.C., em Farsalos, na Tessália (Grécia central), Júlio César e seus aliados enfrentaram o grande exército republicano liderado por Pompeu Magno, que tinha o respaldo da maioria dos senadores, muitos deles optimates. A qualidade dos veteranos das legiões de César foi preponderante para sua vitória. Esta batalha costuma ser considerada como o fim da República e o início do Império Romano.

## Contexto
O desafio de Júlio César às ordens do Senado Romano culminou na invasão da Itália e na marcha para Roma à frente de suas legiões, o que obrigou Pompeu e grande parte dos senadores a fugirem para a Grécia em 49 a.C.. Dali, Pompeu podia recrutar um exército para enfrentar seu antigo aliado. César, por falta de uma frota, preferiu primeiro consolidar seu controle na Hispânia e na Itália antes de iniciar a perseguição. Pompeu deixou a frota republicana sob o comando de Marco Calpúrnio Bíbulo, composta por 600 navios de guerra, com a missão impedir a travessia de César e o envio de suprimentos da Itália. Contudo, César desafiou as convenções tradicionais da guerra na época cruzando o Adriático no inverno e com apenas metade dos navios necessários. Este movimento surpreendeu Bíbulo e a primeira frota de César rompeu o bloqueio com facilidade. Apesar de Bíbulo ter conseguido evitar que outras frotas seguissem César, ele morreu logo em seguida, supostamente por fadiga.
César estava em uma posição extrema, com uma cabeça de ponte no Epiro, com apenas metade de seu exército, sem capacidade de abastecer suas tropas por mar e com o apoio local limitado, pois as cidades gregas eram majoritariamente leais ao Senado e a Pompeu. A única opção de César era fortalecer sua posição com os suprimentos obtidos localmente enquanto esperava que o resto de seu exército conseguisse atravessar.
Pompeu já comandava um grande exército, muito variado e numeroso, cerca de 100 000 homens entre recrutas e aliados. Apesar disto, suas tropas eram quase totalmente formadas por novatos ao passo que César estava à frente de leal grupo de veteranos endurecidos pela campanha nas Guerras Gálicas. Ao perceber a dificuldade de César para manter suas tropas abastecidas, Pompeu decidiu simplesmente deixar que a fome destruísse o exército de César sem luta. Este, por sua vez, começou a se desesperar e passou a utilizar todos os canais possíveis para tentar uma paz com Pompeu. Depois de ser rechaçado, César tentou cruzar de volta para a Itália para se juntar ao resto de seu exército, mas seu plano foi atrapalhado por uma tempestade. Finalmente, Marco Antônio conseguiu furar o bloqueio e chegou à Grécia com 20 000 homens e suprimentos. Finalmente César se sentiu preparado para enfrentar Pompeu.
Pompeu acampou em uma posição fortificada ao sul de Dirráquio, local de sua vitória anterior, que tinha o mar num dos lados e era rodeada por colinas que praticamente impossibilitavam um assalto direto. César ordenou que fosse construído um muro de circunvalação ao redor da posição de Pompeu para negar-lhe o acesso por terra às fontes de água potável e aos pastos para os cavalos. Pompeu, por sua vez, construiu um muro paralelo circundando seu acampamento, o que formou uma espécie de terra de ninguém entre as duas posições muito similar à guerra de trincheiras da Primeira Guerra Mundial. Finalmente, o combate se deu depois que um traidor do exército informou a Pompeu um ponto frágil na fortificação cesariana. Pompeu imediatamente aproveitou a informação e forçou o exército de César a lutar com um ataque geral. Contudo, ciente da reputação de César de elaborar armadilhas, Pompeu ordenou que suas forças não iniciassem uma perseguição. Pompeu continuou em sua estratégia de esgotar as forças de César sem iniciar um combate direto. Depois de conseguir cercar César na Tessália, os senadores mais proeminentes no acampamento de Pompeu, cansados da campanha, passaram a pressioná-lo por uma vitória decisiva. Apesar de Pompeu ter se posicionamento fortemente contra uma batalha, ele acabou cedendo e aceitou um desafio de César num campo perto de Farsalos. Na ocasião, Enobarbo chamou Pompeu de "Agamenon", o "rei dos reis", pois estava liderando pessoas que se consideravam reis.

## Forças em combate
Em "De Bello Civili, César atribui a Pompeu uma força de 110 coortes (algumas formadas por soldados hispânicos levados por Lúcio Afrânio e Marco Petreio depois de serem derrotados por César e que lutavam como infantaria pesada), com cerca de 22 delas deixadas para trás para guarnecer o acampamento durante a batalha. No total, cerca de 47 000 homens sob o comando de Públio Cornélio Lêntulo Espínter (ala direita), Metelo Cipião (centro), Lúcio Domício Enobarbo (ala esquerda) e Tito Labieno (cavalaria). Destes, apenas 2 000 eram veteranos.
O próprio César contava com 80 coortes, já muito reduzidas por causa dos múltiplos combates e escaramuças, mas também muito experientes, num total de 22 000 homens liderados por Marco Antônio (ala esquerda), Cneu Domício Calvino (centro) e Públio Cornélio Sula (ala direita). O exército de César era composto por quatro legiões veteranas das Guerras Gálicas — X Equestris (a preferida de César), VIII Augusta, IX Hispana e XII Fulminata — e três recém-criadas — I Germanica, III Gallica e IV Macedonica. No dia da batalha, César deixou cerca de 2 000 veteranos no acampamento.
A disparidade entre as cavalarias era ainda maior, com 6 700 cavaleiros pompeianos contra apenas 1 000 cesarianos, dos quais cerca de 600 eram gauleses — provavelmente éduos — e uns 400 úbios germânicos, além da escolta pessoal de César, toda formada por cavaleiros hispânicos.
Para Delbrück, apesar de certa a vantagem numérica dos pompeianos, as proporções fornecidas por César, tendo em conta o desenrolar do combate, são exageradas, especialmente na cavalaria. Cifras mais próximas da realidade seriam cerca de 40 000 infantes pompeianos — com cerca de 5 000 auxiliares recrutados na Hispânia e outros 4 200 aliados — contra cerca de 30 000 cesarianos, incluindo 7 000 aliados. Na cavalaria, 3 000 pompeianos contra 2 000 cesarianos.
Além da vantagem de ter sob seu comando legionários experimentados, César contava ainda com tropas absolutamente leais a seu comandante. Pompeu, por outro lado, não tinha ligação alguma com suas tropas e estava ele próprio longe da guerra havia mais de dez anos. A situação desesperadora em que estavam as suas forças também ajudaram César, pois o combate era pela própria vida ao contrário das forças de Pompeu, que lutavam em território amigo. Finalmente, o tamanho reduzido do campo de batalha também ajudou César, já que evitou que Pompeu aproveitasse melhor sua superioridade numérica. É provável que a pressão exercida pelos senadores aliados de Pompeu evitou que ele pudesse buscar um local melhor para a batalha ou recrutasse forças mais experimentadas.

## Batalha
Os dois exércitos tinham um de seus flancos protegido por um riacho e o outro pela cavalaria. Apesar disto, o plano de cada um dos dois generais eram substancialmente diferentes, o que só sublinhou a genialidade militar de Júlio César. Enquanto Pompeu tentou vencer usando sua superioridade numérica, César, prevendo o movimento do adversário, planejou uma defesa eficaz derrotando a cavalaria inimiga para que fosse possível um ataque pelo seu flanco.
Para conseguir efetivar seu plano, César decidiu reforçar sua própria cavalaria com legionários e dispôs seis de suas coortes mais experientes formando uma linha oblíqua no seu flanco, bem atrás da linha principal, deixando as demais na reserva. Como consequência, o centro de seu exército ficou enfraquecido, mas César confiava que seus veteranos fossem capazes de aguentar a carga do inimigo. Esta disposição não era visível a Pompeu, o que acrescentou à tática de César o elemento surpresa.
De acordo com César, havia uma distância significativa entre os dois exércitos. Pompeu ordenou que seus homens não atacassem, mas esperassem até que as legiões de César chegassem perto; o conselheiro de Pompeu, Caio Triário, acreditava que a infantaria de César ficaria exausta e desorganizada ao percorrer o dobro da distância esperada para uma marcha de batalha. Além disso, tropas estacionárias eram consideradas mais eficazes para se defender contra os arremessos de pilo. Ao perceber que o exército de Pompeu não avançava, a infantaria de César, sob o comando de Marco Antônio e Cneu Domício Calvino, começou a avançar. Quando os homens de César se aproximaram da distância de arremesso, sem receber ordens para tal, eles pararam para descansar e se reorganizar antes de continuar o ataque. A linha direita e o centro de Pompeu resistiram quando os dois exércitos colidiram.
Enquanto a infantaria de Pompeu combatia, Labieno ordenou que a cavalaria pompeiana no flanco esquerdo atacasse a cavalaria de César; como esperado, eles empurraram com sucesso as forças de César para trás. Nesse momento, César revelou sua quarta linha de infantaria escondida, surpreendendo a cavalaria de Pompeu. César ordenou que seus homens utilizassem seus pilos como lanças contra a cavalaria inimiga, ao invés de arremessá-los. A cavalaria de Pompeu entrou em pânico, sofrendo centenas de baixas, enquanto a cavalaria de César se reorganizava e os perseguia. Sem conseguir se reagrupar, o restante da cavalaria de Pompeu recuou para as colinas, deixando o flanco esquerdo de suas legiões exposto às tropas ocultas. César então ordenou que sua terceira linha, composta por veteranos experientes, avançasse, rompendo as tropas do flanco esquerdo de Pompeu, que fugiram do campo de batalha.
Após derrotar a cavalaria de Pompeu, César lançou sua última linha de reservas, o que, nesse ponto, praticamente decidiu a batalha. Pompeu perdeu a vontade de lutar ao observar sua cavalaria e legiões perderem a formação e fugirem. Ele se retirou para seu acampamento, deixando as tropas do centro e do flanco direito sem liderança. Ordenou que os auxiliares guarnecidos defendessem o acampamento enquanto reunia sua família, carregava ouro e descartava seu manto de general para facilitar a fuga. Com o restante do exército pompeiano confuso, César instigou seus homens a finalizar o dia derrotando o resto das tropas e capturando o acampamento pompeiano. Eles seguiram suas ordens; após acabar com os restos das tropas de Pompeu, atacaram furiosamente as muralhas do acampamento. Os trácios e outros auxiliares que permaneciam no acampamento, no total sete coortes, defenderam-se bravamente, mas não conseguiram repelir o ataque.
César alcançou sua maior vitória, alegando ter perdido apenas cerca de 200 soldados e 30 centuriões, enquanto atribuía as perdas dos Optimates a 60 000 homens. Esses números parecem exagerados, com Apiano sugerindo que as perdas cesarianas chegaram a 1 200 homens e as pompeianas a 6 000. Em seu relato da guerra, César elogiou a disciplina e a experiência de seus homens, mencionando nominalmente cada centurião. Ele também questionou a decisão de Pompeu de não atacar.

## Resultado da batalha
César escreveu em "De Bello Civili" que nas duas horas de batalha, apenas 200 legionários e cerca de 30 centuriões foram mortos em seu exército sem contar as baixas nas tropas auxiliares e na cavalaria aliada, o que provavelmente somaria um total de baixas de cerca de 1 200 homens. Segundo ele, os pompeianos teriam perdido mais de 15 000 soldados. Esta diferença é explicada principalmente pela falta de ordem e de disciplina entre as forças de Pompeu, que combateram contra as sólidas coortes cesarianas, que lutavam em perfeita ordem de batalha. Os sobreviventes do exército pompeiano se renderam na manhã do dia seguinte, um total de cerca de 23 000 ou 24 000 homens.
Sobre a perde de seus centuriões, César destaca, com grande pesar, que esta proporção alta no total de mortos indicava o alto grau de responsabilidade que assumiam seus principais oficiais (entre eles o fiel Caio Crastino), sempre dispostos a se sacrificarem para evitar a perda inútil de legionários.

## Consequências
Pompeu fugiu de Farsalos para o Egito, onde foi assassinado por ordem do faraó Ptolemeu XIII que, curiosamente, enviou a cabeça de Pompeu a César para tentar ganhar sua aliança. Horrorizado com o tratamento dispendido um grande general romano por um estrangeiro, César ficou furioso. Ptolemeu, aconselhado por seu regente, o eunuco Potino, e pelo seu tutor, o retórico Teódoto de Quio, não levou em conta que César já vinha anistiando e perdoando a maioria de seus adversários depois de derrotá-los. A eles era concedida não apenas a permissão de voltar para Roma, mas também a de reassumir suas posições anteriores à guerra.
Farsalos praticamente encerrou a guerra entre os triúnviros, mas não a guerra civil entre os romanos, o que pôs fim à esperança cesariana de uma vitória rápida. Dois filhos de Pompeu, Cneu e Sexto, assim como Metelo Cipião e Catão, que assumiram o comando da facção pompeiana, sobreviveram a Farsalos e continuaram a guerra. César passou os anos seguintes enfrentando estas forças remanescentes, mas, como afirmou Cícero depois da Batalha de Tapso, a superioridade militar de César foi irrevogavelmente conquistada em Farsalos. Além disto, o comando militar dos senadores sobre as tropas foi desacreditado depois que eles (incluindo Pompeu) abandonaram o exército à própria sorte depois da derrota.
Depois de destruir todos os seus inimigos e de pacificar a República Romana, César foi assassinado em 44 a.C. por seus aliados em uma conspiração organizada por Marco Júnio Bruto e Caio Cássio Longino, o que deu início à chamada Guerra Civil dos Liberatores. A morte de César interrompeu seus planos, que já haviam mobilizado 16 legiões e 10 000 cavaleiros, de uma campanha punitiva contra Berebistas, rei dos getas e dos dácios, por seu apoio a Pompeu.